# Jan Holthuis
Jan Holthuis (* 12. Juni 1950 in Hilten, heute Neuenhaus) ist ein bremischer Politiker (SPD) und war Abgeordneter der Bremischen Bürgerschaft.

## Biografie

### Ausbildung und Beruf
Nachdem Holthuis 1969 in Nordhorn im Landkreis Grafschaft Bentheim sein Abitur abgelegt hatte, studierte er an den Universitäten Münster und Kiel von 1969 bis 1974 evangelische Theologie. 1974 legte er das Erste und 1976 das Zweite theologische Staatsexamen ab. Danach war er evangelisch-reformierter Pastor in Emden, Schwabach und in Simonswolde bei Aurich. Seit 1996 ist er Pastor in Bremen. Seit seinem Eintritt in die Bürgerschaft ist er als Pastor für die Zeit seiner Mitgliedschaft beurlaubt.

### Politik
Holthuis trat 1969 in die SPD ein. Dort war er unter anderem JuSo-Unterbezirksvorsitzender des Kreises Bentheim, Mitglied im Landesausschuss Niedersachsen, Mitglied im AStA und im Senat der Universität Münster und gehörte zwei Jahre lang dem SPD-Landesvorstand in Bremen an. Derzeit ist er Erster Vorsitzender des SPD-Ortsvereins Bremen-Innenstadt, Unterbezirks- und Landesdelegierter, Sprecher des Ausschusses für Internationale Angelegenheiten beim Landesvorstand der SPD-Bremen und des Forums Eine Welt.
Am 14. November 2006 wurde er Mitglied der Bremischen Bürgerschaft und war dort im Petitionsausschuss und in der Staatlichen Deputation für Wissenschaft vertreten. Zum Ende der Wahlperiode ist er 2007 wieder ausgeschieden.
| Personendaten    | Personendaten                   |
| ---------------- | ------------------------------- |
| NAME             | Holthuis, Jan                   |
| KURZBESCHREIBUNG | deutscher Politiker (SPD), MdBB |
| GEBURTSDATUM     | 12. Juni 1950                   |
| GEBURTSORT       | Hilten (heute Neuenhaus)        |